# Starmera amethionina
Starmera amethionina är en svampart som först beskrevs av Starmer, Phaff, M. Miranda & M.W. Mill., och fick sitt nu gällande namn av Y. Yamada, Higashi, S. Ando & Mikata 1997. Starmera amethionina ingår i släktet Starmera och familjen Phaffomycetaceae.   Inga underarter finns listade i Catalogue of Life.